# Eugene A. Nida
Eugene A. Nida, född 11 november 1914 i Oklahoma City, Oklahoma, död 25 augusti 2011 i Bryssel, Belgien, var en amerikansk bibelöversättare, lingvist och översättningsteoretiker.
Hans viktigaste verk är Toward a Science of Translating (1964) och The Theory and Practice of Translation (1969). Han var påverkad av Noam Chomskys generativa grammatik.